# 西津站
西津站是南宁轨道交通2号线的地铁车站，位于中华人民共和国广西壮族自治区南宁市西乡塘区安吉大道与西津路交叉口地下。
本站于2017年12月28日随2号线开通而投入使用，设有4个出入口和1个岛式站台。
。

## 设施

### 结构
本站设有2层，地面为出入口，地下一层为站厅，地下二层为2号线月台（往玉洞站）的位置。
| 地面     | 出入口                  | 出入口                   |
| 地下一层 | 大堂                    | 客服中心、商店、自助服務 |
| 地下二层 |                         | █ 2号线终点站台          |
| 地下二层 | 島式月台                |                          |
| 地下二层 | █ 2号线列車往玉洞站方向 |                          |

### 出入口
本站形似狹長的方形，設有4個出入口，其中C出入口设有无障碍电梯。
| 出口編號            | 建議前往的目的地                         |
| ------------------- | ---------------------------------------- |
| A出入口             | 安吉大道                                 |
| B出入口             | 南宁市安吉中学 亚迅物流园 太平洋保险公司 |
| C出入口             | 上海振金物流                             |
| D出入口             | 安吉大道 西津村                          |
| 注： 設有无障碍电梯 |                                          |